# Lavans-Vuillafans
Lavans-Vuillafans är en kommun i departementet Doubs i regionen Bourgogne-Franche-Comté i östra Frankrike. Kommunen ligger i kantonen Ornans som tillhör arrondissementet Besançon. År 2022 hade Lavans-Vuillafans 238 invånare.

## Befolkningsutveckling
Antalet invånare i kommunen Lavans-Vuillafans
Referens:INSEE